# Episema cinarescens
Episema cinarescens là một loài bướm đêm trong họ Noctuidae.